# Paradisul pierdut
Paradisul pierdut este un poem epic publicat în 1667 (deși fusese scris cu 10 ani mai devreme) de către autorul englez John Milton. Este considerată una dintre cele mai importante cărți de limbă engleză, alături de opera lui Shakespeare.
Reprezintă una dintre cele mai impunătoare creații ale literaturii universale, construită pe tema biblică a păcatului originar, este un elogiu grandios al răzvrătirii, întruchipată în figura mitologică a lui Satan, și totodată elogiu al luptei titanice dintre forțele binelui și ale răului înlăuntrul ființei umane.
Viziuni baroce celeste și infernale, spațiale și temporale configurează semnificații cosmice.
Sunt remarcabile extraordinara bogăție și plasticitate a limbajului artistic și deosebita muzicalitate a versului.

## Rezumat

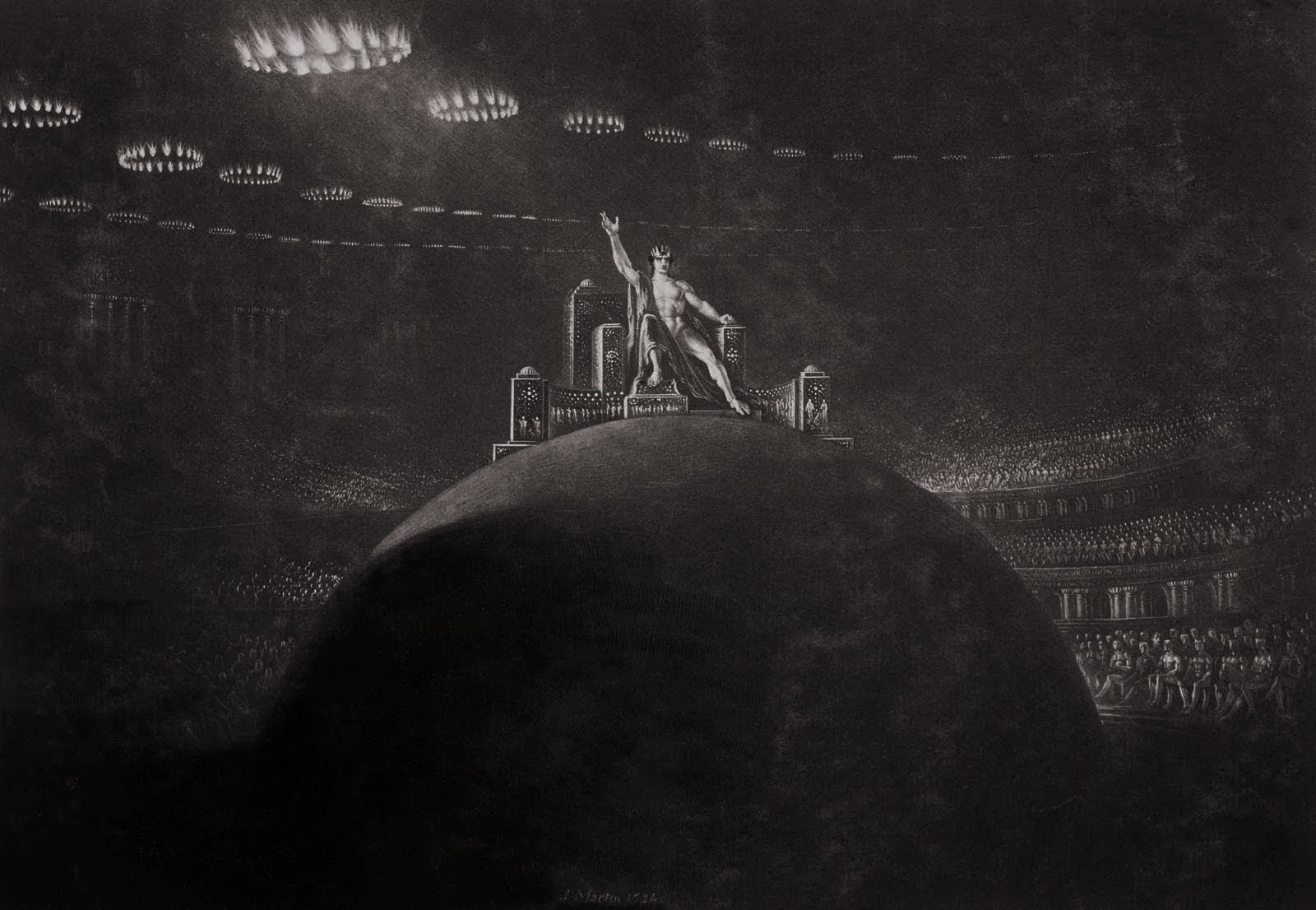
John Martin, Satan Presiding at the Infernal Council, c. 1823–1827

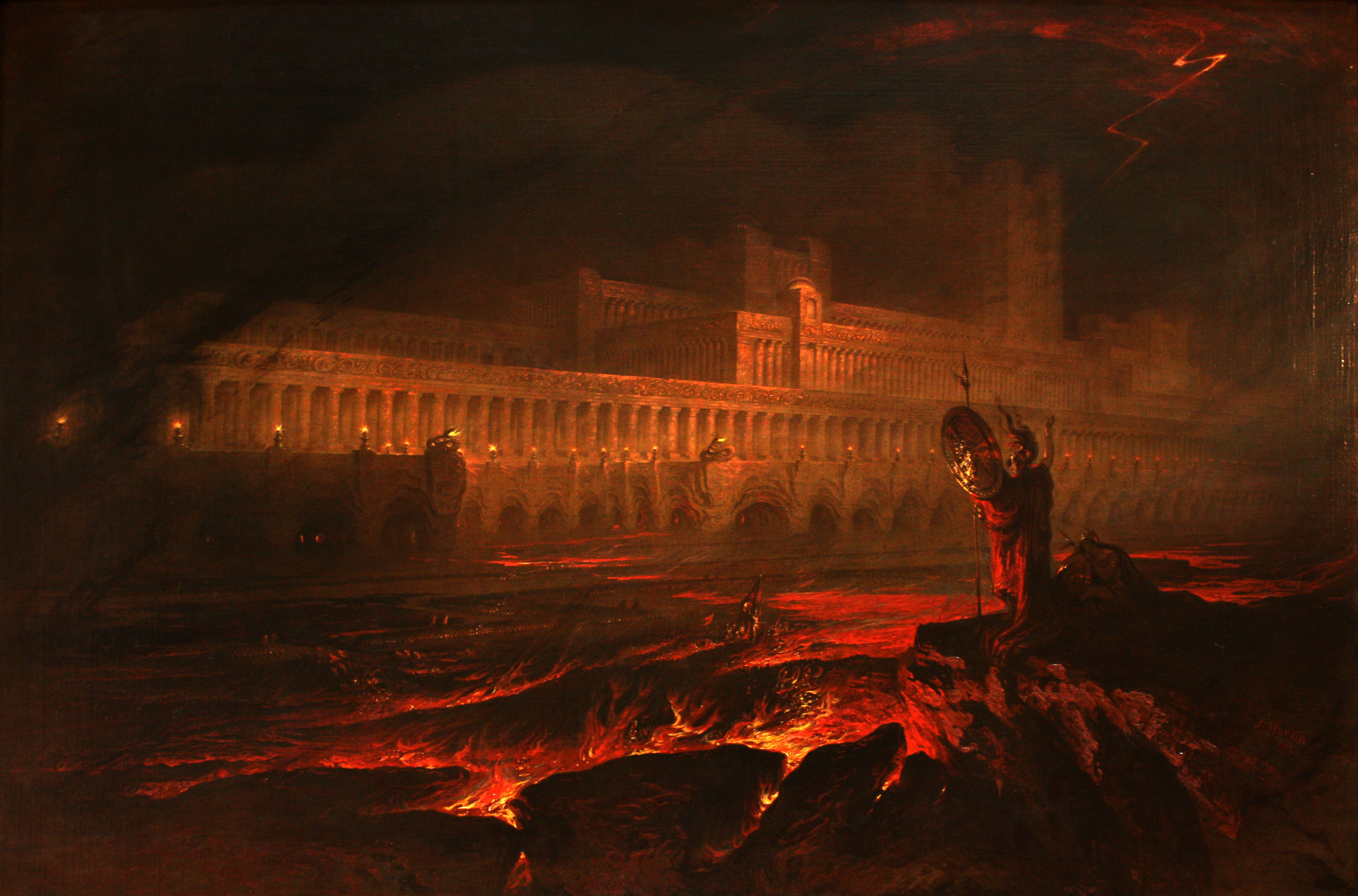
John Martin, Pandemonium, 1841

Lucifer și ceilalți îngeri căzuți (cum ar fi Beelzebub, Belial și Molech) sunt închiși în Iad pentru că s-au răzvrătit împotriva lui Dumnezeu după nașterea lui Hristos. Iadul este căderea de nouă zile din Rai și de trei ori mai departe decât Pământul. Între acesta și restul Universului se află Haosul și Noaptea. În Iad, îngerii căzuți construiesc Pandemonium. Poarta iadului este păzită de Sin (Păcat), fiica Satanei. În cartea 10, un pod este construit dinspre iad spre pământ de Sin și Moarte după căderea omului în păcat, cădere care a fost cauzată de Lucifer, în timp ce îngerii căzuți sunt transformați în șerpi.

## Personaje
- Satana
- Adam
- Eva
- Dumnezeu Tatăl
- Fiul lui Dumnezeu
- Mihail
- Rafael.
- Moloh

## Vezi și
- Iadul în ficțiune
- Raiul în ficțiune